# NGC 1402
NGC 1402 è una galassia lenticolare situata nella costellazione dell'Eridano, a una distanza di circa 200 milioni di anni luce dalla nostra Via Lattea.

## Scoperta
La galassia è stata scoperta nel 1886 dall'astronomo statunitense Francis Leavenworth.

## Descrizione
Nella galassia sono presenti anche regioni di idrogeno ionizzato.